# Gaetano Basile
Gaetano Basile (Randazzo, 4 luglio 1864 – 6 febbraio 1952) è stato un medico e igienista italiano, Direttore della Sanità Pubblica dal 1930 al 1935 e Direttore dell'Istituto Superiore di Sanità dal 1934 al 1935.

## Biografia
Nato a Randazzo in un'antica famiglia siciliana, era figlio del dottore in legge Ferdinando Basile e di Anna Carmela Sardo. Conseguì la laurea in Medicina e Chirurgia a Napoli il 27 luglio 1886.
Negli anni 1887-88 prestò servizio in Eritrea come Ufficiale Medico dell'esercito. Frequentò poi i primi corsi di perfezionamento in Igiene diretti dal Prof. Luigi Pagliani, istituiti in conformità alla nuova legge sulla Sanità Pubblica del 1888.
Nel 1892 vinse il concorso a medico provinciale e fu nelle sedi di Ravenna, Trapani e Catania. Durante l'episodio di epidemia di vaiolo occorso a Napoli nel 1901, fu preposto alla Direzione dei servizi igienici e profilattici di quella città e ne curò il riordinamento. Nel 1905 fu destinato presso gli Ospedali Riuniti di Roma, divenendo membro della Commissione esaminatrice, indi di quella amministratrice. Nel luglio 1911 gli fu affidata la Direzione dei servizi profilattici per la Sicilia, dove era in atto un'epidemia colerica. Poco tempo dopo, quando l'Italia occupò la Libia, fu inviato in quella colonia come Direttore della Sanità Civile. Per i lodevoli servizi resi, nel dicembre 1912 fu prescelto come Direttore capo della divisione per il servizio igienico generale al Ministero dell'Interno e nel 1916 ricevette la medaglia d'oro per i benemeriti della salute pubblica. In questo periodo rappresentò il Ministero dell'Interno nel comitato consultivo per l'assistenza ai congedati malarici e nella commissione interministeriale per lo studio ed il riordino della Croce Rossa. Mantenne questo incarico fino al luglio 1924, quando venne chiamato ad assumere le funzioni di Vicedirettore Generale della Sanità Pubblica.
Nel dicembre 1930 fu promosso Direttore Generale della Sanità Pubblica. Dedicò anni di assiduo lavoro per realizzare la nascita dell'Istituto Superiore di Sanità, di cui ottenne l'istituzione l'11 gennaio 1934 e di cui fu il primo Direttore. Altro importante evento che avvenne sotto la sua direzione generale fu la promulgazione del testo unico delle leggi sanitarie nel 1934. Dal settembre 1933 fu chiamato a far parte del Consiglio di Amministrazione dell’Istituto Nazionale per le Opere Pubbliche dei Comuni, in rappresentanza del Ministero dell’Interno. Nominato Prefetto di prima classe il 14 aprile 1934, nel luglio 1935 fu collocato a riposo per raggiunti limiti di età.
Nel 1932 il Congresso Medico Siciliano, riunitosi a Catania, gli consegnò una medaglia d'oro fatta coniare in suo onore. Il Comune natio di Randazzo gli ha intitolato una delle più importanti strade del centro etneo.